# Jakob Haugaard
Jakob Haugaard (ur. 1 maja 1992 w Sundby) – duński piłkarz występujący na pozycji bramkarza w Stoke City.